# Eike Bansen
Eike Bansen (21 februari 1998) is een Duitse doelman die sinds 2021 uitkomt voor TSV Steinbach.

## Clubcarrière

### Jeugd
Bansen werd in 2010 door Borussia Dortmund weggeplukt bij TuS Voßwinkel. Samen met onder andere Christian Pulisic, Jonas Arweiler, Jacob Bruun Larsen en Felix Passlack werd hij in 2016 onder trainer Hannes Wolf Duits kampioen bij de U19. Een jaar later stroomde hij door naar het tweede elftal van de club. Bansen stond er vier wedstrijden onder de lat in de Regionalliga West.

### Zulte Waregem
In januari 2018 verkaste Bansen naar Zulte Waregem, waar hij derde doelman werd na Sammy Bossut en Louis Bostyn. Enkele weken eerder had hij met het eerste elftal van Dortmund nog een oefenwedstrijd gespeeld tegen Zulte Waregem op winterstage in Marbella. Pas na een dik jaar kreeg hij zijn eerste kans in het eerste elftal van Essevee: op 2 april 2019 kreeg hij een basisplaats in de Play-off 2-wedstrijd tegen Cercle Brugge (3-3). Bansen speelde uiteindelijk de helft van de wedstrijden in Play-off 2, de andere helft was voor Louis Bostyn.
In het seizoen 2019/20 kreeg hij in de eerste twee wedstrijden van de reguliere competitie een basisplaats, waardoor het even leek dat hij clubicoon Sammy Bossut uit doel zou verdringen, maar vanaf speeldag drie koos trainer Francky Dury weer voor Bossut. Later in het seizoen kreeg hij opnieuw zijn kans toen Bossut in februari 2020 geopeerd werd aan een ontsteking aan zijn elleboog.
Ook het seizoen 2020/21 begon Bansen als eerste doelman, ditmaal nadat Bossut op het einde van de voorbereiding een schedelfractuur opliep in een oefenwedstrijd tegen AA Gent. Na de 0-6-nederlaag tegen Club Brugge op de zesde speeldag werd hij vervangen door Louis Bostyn. Op het einde van het seizoen werd zijn aflopende contract niet verlengd.

### TSV Steinbach
In juni 2021 ondertekende Bansen een contract voor twee seizoenen bij de Duitse vierdeklasser TSV Steinbach.

## Clubstatistieken
| Seizoen         | Club                 | Land               | Competitie        | Competitie | Competitie | Beker | Beker | Supercup | Supercup | Europees | Europees | Totaal | Totaal |
| Seizoen         | Club                 | Land               | Competitie        | Wed.       | Dlp.       | Wed.  | Dlp.  | Wed.     | Dlp.     | Wed.     | Dlp.     | Wed.   | Dlp.   |
| --------------- | -------------------- | ------------------ | ----------------- | ---------- | ---------- | ----- | ----- | -------- | -------- | -------- | -------- | ------ | ------ |
| 2017/18         | Borussia Dortmund II | Vlag van Duitsland | Regionalliga West | 4          | 0          | 0     | 0     | —        | —        | —        | —        | 4      | 0      |
| 2017/18         | Zulte Waregem        | Vlag van België    | Eerste klasse A   | 0          | 0          | 0     | 0     | —        | —        | —        | —        | 0      | 0      |
| 2018/19         | Zulte Waregem        | Vlag van België    | Eerste klasse A   | 5          | 0          | 0     | 0     | —        | —        | —        | —        | 5      | 0      |
| 2019/20         | Zulte Waregem        | Vlag van België    | Eerste klasse A   | 6          | 0          | 2     | 0     | —        | —        | —        | —        | 8      | 0      |
| 2020/21         | Zulte Waregem        | Vlag van België    | Eerste klasse A   | 6          | 0          | 0     | 0     | —        | —        | —        | —        | 6      | 0      |
| Carrière totaal | Carrière totaal      | Carrière totaal    | Carrière totaal   | 21         | 0          | 2     | 0     | 0        | 0        | 0        | 0        | 23     | 0      |

Bijgewerkt op 17 juni 2021.

## Interlandcarrière
Bansen nam in 2017 met de U19 van Duitsland deel aan het EK voetbal –19 in Georgië. In een groep met Nederland, Bulgarije en Engeland pakte Duitsland slechts 3 op 9, waardoor het reeds na de groepsfase uitgeschakeld was. Bansen stond in alle drie de wedstrijden onder de lat. In 2020 werd hij opgeroepen voor de Duitse beloften, maar uiteindelijk stond Lennart Grill in doel tijdens de EK-kwalificatiewedstrijden tegen Moldavië, België, Moldavië en Bosnië en Herzegovina.